# Abdelhamid Kermali

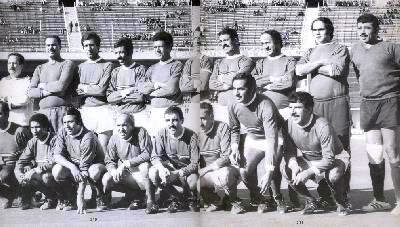
Kermali (hockend, 3. von rechts) mit Mitgliedern der ehemaligen FLN-Elf im Jahr 1974

Abdelhamid „Hamid“ Kermali (arabisch عبد الحميد كرمالي, DMG ʿAbd al-Ḥamīd Karmāliyy; * 24. April 1931 in Sétif; † 13. April 2013 ebenda) war ein algerisch-französischer Fußballspieler und -trainer.

## Vereinskarriere
Kermali wuchs unter ärmlichen Bedingungen im damals zu Frankreich gehörenden Algerien auf; von Kindesbeinen an „bolzte“ er häufiger auf den Straßen als dass er im Schulunterricht anzutreffen war. Als 13-Jähriger trat er der USFM Sétif bei, und schon gut ein Jahr später stürmte er auf Rechtsaußen in der Herrenelf. Ende der 1940er spielte er gleichzeitig auch für USM Algier; dafür wurde er 1950 für zwei Jahre vom Verband gesperrt. Auf einen Tipp hin reiste er auf eigene Faust ins Elsass, wo der FC Mulhouse seine Fähigkeiten erkannte und sich erfolgreich um eine Reduzierung der Sperre auf ein Jahr bemühte. Ab 1951 spielte Hamid Kermali zwei brillante Jahre in dessen Amateurligaelf.
1953 holte ihn der Zweitdivisionär AS Cannes für seine Profimannschaft. An der Côte d’Azur traf Kermali auch auf zwei weitere Algerier, mit denen er wenige Jahre später erneut zusammenspielen sollte, nämlich Mustapha Zitouni und Mokhtar Aribi. Cannes schloss zwar die beiden Spielzeiten nur im Tabellenmittelfeld ab, aber der Angreifer war von Anfang an Stammspieler und erzielte in 71 Punktspielen 14 Tore. 1954 gelang sogar der Einzug in die Runde der letzten acht Teams im französischen Pokal. Gut zwölf Monate danach war Kermali in der höchsten Spielklasse angekommen: ab der Saison 1955/56 hieß sein Arbeitgeber Olympique Lyon, und in einem Team mit Nationalspielern wie André Lerond, Ernest Schultz und Robert Mouynet konnte er seine Fähigkeiten besser entfalten. Er war eine Stimmungskanone und bei Mitspielern wie Fans sehr beliebt, die ihm den Spitznamen „Cheikh“ gaben. 1956 verhinderte nur ein verweigerter Elfmeter Lyons Einzug in das Pokalendspiel; in der Meisterschaft brachte Kermalis Elf es in diesem wie im folgenden Jahr jeweils zu einem oberen Mittelfeldrang im Abschlussklassement, aber von einem Titelgewinn war er auch dort weit entfernt.
Am zweiten Aprilwochenende 1958, wenige Spieltage vor Ende der Saison, endete seine Karriere im französischen Fußball abrupt, als er Lyon heimlich Richtung Nordafrika verließ. Abdelhamid Kermali hatte sich wie etliche andere algerische Berufsfußballer entschieden, für die Auswahlmannschaft der Unabhängigkeitsbewegung Algeriens (FLN) zu spielen, um so für die Selbständigkeit der französischen Kolonie zu werben. Für ihn gab es zu diesem Schritt keine Alternative: Sein Vater war als französischer Offizier zu Beginn des Zweiten Weltkriegs während des deutschen Einmarsches gefallen; am 8. Mai 1945 wurden zwei seiner Brüder beim Massaker von Sétif durch Schüsse der französischen Ordnungskräfte tödlich getroffen. Seit 1957 nahm der Krieg in Algerien an Brutalität immer stärker zu; deshalb überlegte Kermali nicht lange, als er um sein Mitwirken in dieser „Unabhängigkeitself“ gebeten wurde. Bei ihr traf er nicht nur seine Mitspieler aus Cannes, Zitouni und Aribi, sondern mit Amar Rouaï und Rachid Mekhloufi auch zwei Frankreichprofis wieder, mit denen er schon als Kind in seiner Geburtsstadt auf der Straße gekickt hatte. Die in Tunis beheimatete FLN-Auswahl bestritt bis 1962 in Osteuropa, Asien und Afrika gut 80 Begegnungen, und Kermali gehörte zu ihrer Stammformation.

### Stationen
- Union Sportive Franco-Musulmane de Sétif (ab 1944, als Jugendlicher)
- Union Sportive de la Médina Alger (bis 1950)
- Football Club de Mulhouse (1951–1953, in CFA)
- Association Sportive Cannes (1953–1955, in D2)
- Olympique Lyonnais (1955–April 1958, 65 Spiele/13 Treffer)[6]
- FLN-Auswahl (April 1958–1962)

## Trainerkarriere
Nach Erlangung der algerischen Unabhängigkeit kehrte Abdelhamid Kermali 1963 nach Sétif zurück; dort arbeitete er als Trainer der Entente Sportive Sétif, mit der er nach einem 1:0-Finalsieg über JSM Skikda 1967 den zum dritten Mal ausgetragenen algerischen Pokalwettbewerb gewann. In den folgenden Jahren betreute er weitere Vereine des Landes; besonders erfolgreich war er mit dem MC Alger, den er 1972 und erneut 1999 zum Gewinn des Landesmeistertitels führte.
Ab den späten 1970ern trainierte er verschiedene Auswahlmannschaften der Fédération Algérienne de Football. 1979 qualifizierten sich Algeriens Nachwuchsspieler unter seiner Anleitung für die Junioren-Weltmeisterschaft in Japan, wo sie allerdings im Viertelfinale an Argentinien (mit Diego Maradona) scheiterten. Von 1989 bis 1992 war er für die A-Nationalelf des Landes verantwortlich, mit der er den bis heute einzigen großen internationalen Titel holte, den die „Fennecs“ – „Wüstenfüchse“ ist eine geläufige Bezeichnung für Algeriens Nationalmannschaft – gewannen. Bei der Afrikameisterschaft 1990 besiegten die Spieler um Rabah Madjer und Chérif Oudjani Nigeria im Endspiel mit 1:0 und wurden Kontinentalmeister. 1996/97 und für einen Teil des Jahres 2001 hatte Kermali das Amt des Nationaltrainers erneut inne – jeweils gemeinsam mit Abdelhamid Zouba, der gleichfalls vier Jahrzehnte zuvor in der Ex-FLN-Auswahl gespielt hatte.
Zu seinem 75. Geburtstag (2006) und anlässlich des 50-jährigen Jubiläums der „Unabhängigkeitself“ (2008) nahm Abdelhamid Kermali an zahlreichen Veranstaltungen teil, mit denen in Algerien an diese Mannschaft und ihre Fußballer erinnert wurde. Im April 2013, wenige Tage vor seinem 82. Geburtstag, starb Kermali nach längerer Krankheit.

## Palmarès als Trainer
- Algerischer Meister: 1972, 1999 (mit MC Algier)
- Algerischer Pokalsieger: 1967 (mit ES Sétif)
- Afrikameister der Nationalmannschaften: 1990 (mit Algerien)